# 鹿児島県道240号指宿停車場線
鹿児島県道240号指宿停車場線（かごしまけんどう240ごう いぶすきていしゃじょうせん）は、鹿児島県指宿市を通る一般県道である。

## 概要
指宿市湊一丁目にある指宿枕崎線 指宿駅から同市十二町の十二町交差点に至る。

### 路線データ
- 起点：鹿児島県指宿市湊一丁目（指宿枕崎線 指宿駅前）
- 終点：鹿児島県指宿市十二町（十二町交差点、国道226号交点、国道269号・国道448号起点）

## 地理

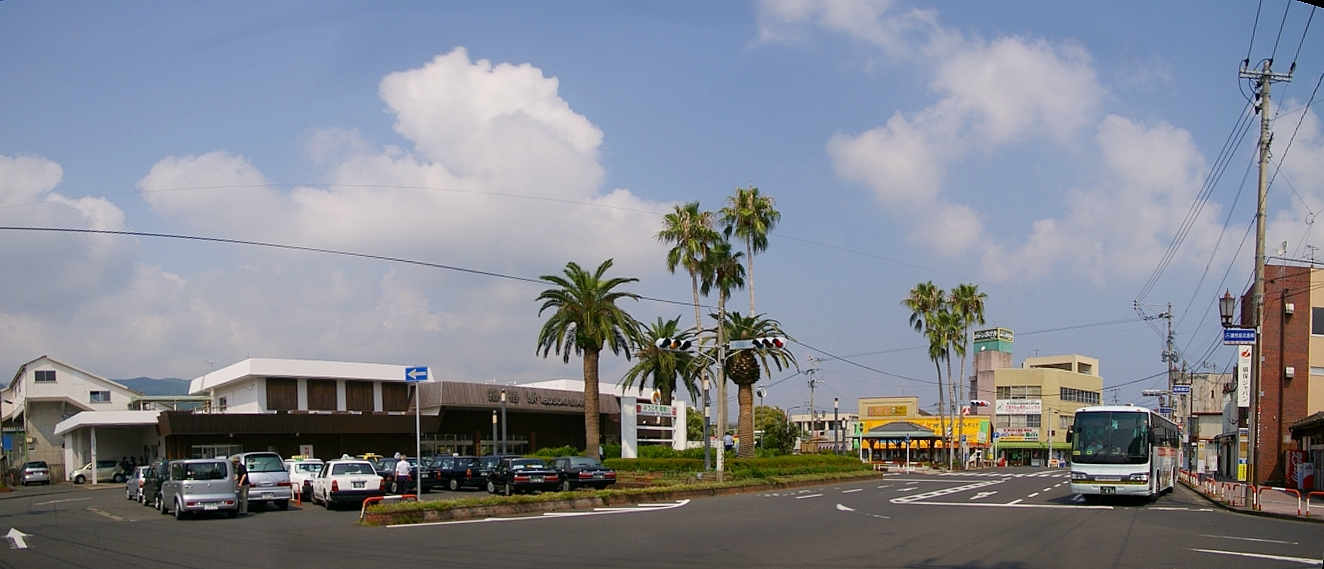
指宿駅前（画像奥の方の道路が県道240号）

### 通過する自治体
- 指宿市

### 交差する道路
| 交差する道路                  | 交差する場所 | 交差する場所        |
| ----------------------------- | ------------ | ------------------- |
| 国道226号 国道269号 国道448号 | 十二町       | 十二町交差点 / 終点 |

### 交差する鉄道
- 指宿枕崎線

### 沿線
- JR九州指宿枕崎線 指宿駅